# Histèresi

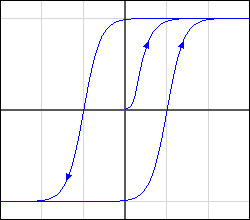
Corba d'histèresi.

La histèresi és la tendència d'un material a conservar una de les seves propietats, en absència de l'estímul que l'ha generat. Podem trobar diferents manifestacions d'aquest fenomen. Per extensió s'aplica a fenòmens que no depenen només de les circumstàncies actuals, sinó també de com s'ha arribat a aquestes circumstàncies.

## Histèresi magnètica
En física es troba, per exemple, magnètica si en magnetitzar un ferromagnètic aquest manté el senyal magnètic després de retirar el camp magnètic que l'ha induït. També es pot trobar el fenomen en altres comportaments electromagnètics, o en els elàstics.
La histèresi magnètica és el fenomen que permet l'emmagatzematge d'informació en els imants dels discs durs o flexibles dels ordinadors: el camp indueix una magnetització en el petit imant, que es codifica com un 0 o un 1. Aquesta codificació roman en absència de camp, i pot ser llegida posteriorment, però també pot ser invertida aplicant un camp en sentit contrari.
Per poder conèixer el cicle d'histèresi d'un material, es pot utilitzar el magnetòmetre de Köpsel, que s'encarrega de proporcionar al material ferroviari magnètic els canvis sinusoidals del corrent elèctric per modificar el sentit dels imants.

Corba de histèresi de magnetització.

En electrotècnia es defineix la histèresi magnètica com el retard de la inducció respecte al camp que ho creï.
Es produeix histèresi en sotmetre el nucli a un camp creixent, els imants elementals giren per orientar-se segons el sentit del camp. En decréixer el camp, la majoria dels imants elementals recobren la seva posició inicial, però altres no arriben a assolir a causa de les friccions moleculars conservant en major o menor grau part de la seva orientació forçada, fent que persisteixi un magnetisme romanent que obligui a cert retard de la inducció respecte de la intensitat de camp.
Les pèrdues per histèresi representen una pèrdua d'energia que es manifesta en forma de calor en els nuclis magnètics. Per tal de reduir al màxim aquestes pèrdues, els nuclis es construeixen de materials magnètics de característiques especials.
La pèrdua de potència és directament proporcional a l'àrea de la corba d'histèresi.

## Histèresi en transició d'espín
En magnetoquímica es troba la histèresi en compostos amb equilibri d'espín, el pas entre alt espín i sota espín del qual es produeix amb cooperativitat (això es tradueix en què l'estat d'un complex influeixi en l'estat dels nostres veïns).

## Histèresi de transició de fase
En química hi ha compostos que fan que el canvi de fase no es produeixi a la mateixa temperatura en els dos sentits. Els gels d'agarosa, per exemple, es fonen a certa temperatura, i no torna a gelificar fins que no baixa per sota d'una altra temperatura, que pot ser 10 o 20 graus Celsius inferior al punt de fusió. A temperatures intermèdies entre la temperatura de fusió i la de gelificació, l'estat dependrà de la seva història tèrmica. Per tant, la histèresis és la diferència entre la temperatura de fusió i la temperatura de gelificació.

## Histèresi en el potencial químic de l'aigua en els sòls
El potencial químic de l'aigua a terra, en els mateixos continguts d'humitat, dependrà del sentit en què se segueixi la corba (d'absorció o desorció, respectivament). Per a un potencial matric donat, la quantitat d'aigua retinguda per un sòl és més gran quan el sòl es troba en procés de dessecació que quan es troba en un d'humidificació.

## Corba d'histèresi
La corba d'histèresi mostra la corba de magnetització d'un material. Sigui quin sigui el material específic, la forma té característiques similars:
* Al principi, la magnetització requereix un major esforç elèctric. Aquest interval és l'anomenada zona reversible.
* En un determinat punt, la magnetització es produeix de forma proporcional. En aquest punt s'inicia l'anomenada zona lineal.
* Finalment, arriba un moment a partir del qual, per molta força magnètica que s'indueixi al material, ja no es magnetitza més. Aquest és l'anomenat punt d'inducció de saturació, que determina l'inici de l'anomenada zona de saturació.
Per a l'enregistrament magnètic analògic de so cal tenir en compte la corba d'histèresi. El senyal d'àudio que cal gravar és només a la zona lineal de la cinta magnètica d'àudio, de manera contrària, per dalt o per baix, patiria deformacions.

## Teoria de les catàstrofes
La teoria de les catàstrofes, d'aplicació no només física, sinó també a la direcció estratègica o la sociologia, representa la propensió dels sistemes estructuralment estables a manifestar discontinuïtat (poden produir canvis sobtats del comportament o dels resultats), divergència (tendència de les petites divergències a crear grans divergències) i histèresi (l'estat depèn de la seva història prèvia, però si els comportaments s'inverteixen condueixen a no tornar a la situació inicial). Té una especial aplicació en l'anàlisi del comportament competitiu i en els models de canvi organitzatiu i en els models d'evolució social.
En aquest model, la histèresi suposa el costat oposat al que en termodinàmica es diu "procés reversible", és a dir, aquell que ve determinat unívocament en funció d'una sèrie de valors de control o variables independents. Un exemple molt simple d'un procés d'aquest tipus unívoc és la longitud d'una vareta metàl·lica en funció de la temperatura. A cada valor T d'aquesta correspon un altre L de la longitud, de manera que L = f (T). El procés està definit, en qualsevol sentit, amb temperatures ascendents i descendents, i no depèn, per exemple, de la velocitat amb què varia la temperatura. A cada valor d'aquesta correspon unívocament un de la longitud. Però altres processos es comporten de forma diferent. Per exemple, si se supera certa temperatura la vareta metàl·lica es fondrà, desprenent un tros, i, en aquest cas, serà impossible tornar a l'inici.

## Concepte bourdià
En el sentit d'un concepte bourdià (referit a Pierre Bourdieu), que assenyala els conflictes personals i col·lectius que poden sorgir del canvi abrupte en les condicions d'acció d'un agent personal o col·lectiu.

## Economia
En economia també es fa servir el terme per designar, en el cas de la desocupació, aquells casos en què, en augmentar la desocupació, hi ha una dificultat en aconseguir que aquesta torni a baixar.